# Thomas Cremer (Mediziner)

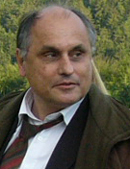
Thomas Cremer

Thomas Cremer (* 7. Juli 1945 in Miesbach) ist ein deutscher Mediziner und Professor an der Ludwig-Maximilians-Universität München.
Thomas Cremer ist der Sohn von Hubert Cremer und Bruder von Christoph Cremer. Er studierte Medizin an der Albert-Ludwigs-Universität Freiburg mit der Promotion 1973 zum Dr. med. 1971 war er am Max-Planck-Institut für experimentelle Medizin in Göttingen und 1972 bis 1978 am Institut für Anthropologie und Humangenetik der Universität Freiburg. Ab 1978 war er an der Universität Heidelberg, an der er sich 1983 habilitierte. 1996 wurde er Professor für Anthropologie und Humangenetik an der Universität München.
1978 war er an der University of California, Irvine (bei Michael W. Berns), 1986 bis 1988 an der Yale University (bei Laura Manuelidis und David C. Ward) und 1989 bis 1990 an der Washington University bei Maynard Olson.
Er befasste sich mit Laser-UV-Mikrobestrahlung von Zellkernen von Eukaryonten (in vivo, entwickelt mit seinem Bruder Christoph Cremer) zur Feststellung der Chromosomenanordnung und entwickelte molekular-zytogenetische Methoden (Interphase-Zytogenetik, vergleichende genomische Hybridisierung, chromosomale in-situ-Suppressions-Hybridisierung (Chromosome Painting) mit Peter Lichter). Seit Mitte der 1990er Jahre befasst er sich mit der Bestimmung der dreidimensionalen Anordnung von Zellkernkomponenten (wie Genen und Territorien auf Chromosomen), ihrer Funktion in der Zelle (Rolle in der Epigenetik und zelltypischen Genexpression) und evolutionär konservativen Strukturen im Zellkern sowie arten- und zelltypische Besonderheiten dieser Strukturen. Dabei wies er nach, dass die Anordnung der Chromosomen im Zellkern (auch in der Interphase zwischen Zellteilungen) nicht zufällig sind und auch je nach Zelltyp differieren. Dabei konnte er auch die Hypothese der Chromosomenterritorien von Carl Rabl und Theodor Boveri bestätigen.
2009 erhielt er die Schleiden-Medaille und er erhielt den Maffo Vialli International Award für Histochemie. Er ist Mitglied der Leopoldina (2006) und korrespondierendes Mitglied der Heidelberger Akademie der Wissenschaften (2000). Die Deutsche Gesellschaft für Humangenetik verlieh ihm 2011 für seine Verdienste um die Humangenetik in Deutschland die GfH-Ehrenmedaille.